# Piattaforma di ghiaccio Hannan
La piattaforma di ghiaccio Hannan (67°36′S 47°35′E) è una piattaforma glaciale larga circa 30 km situata sulla costa occidentale della Terra di Enderby, in Antartide. La piattaforma è alimentata dal ghiacciaio Molle e dal ghiacciaio Kichenside e circonda l'isola McKinnon lasciandone libero solo il lato nord.

## Storia
La piattaforma fu fotografata per la prima volta nel 1956 durante una spedizione del programma Australian National Antarctic Research Expeditions (ANARE) ed esplorata da uomini della stessa spedizione comandati da B.H. Stinear nell'ottobre del 1957. La struttura fu battezzata con il nome attuale dal Comitato australiano per i toponimi e le medaglie antartici in onore di F.T. Hannan, meteorologo alla Stazione Mawson nel 1957.